# Tour de Gehrenberg

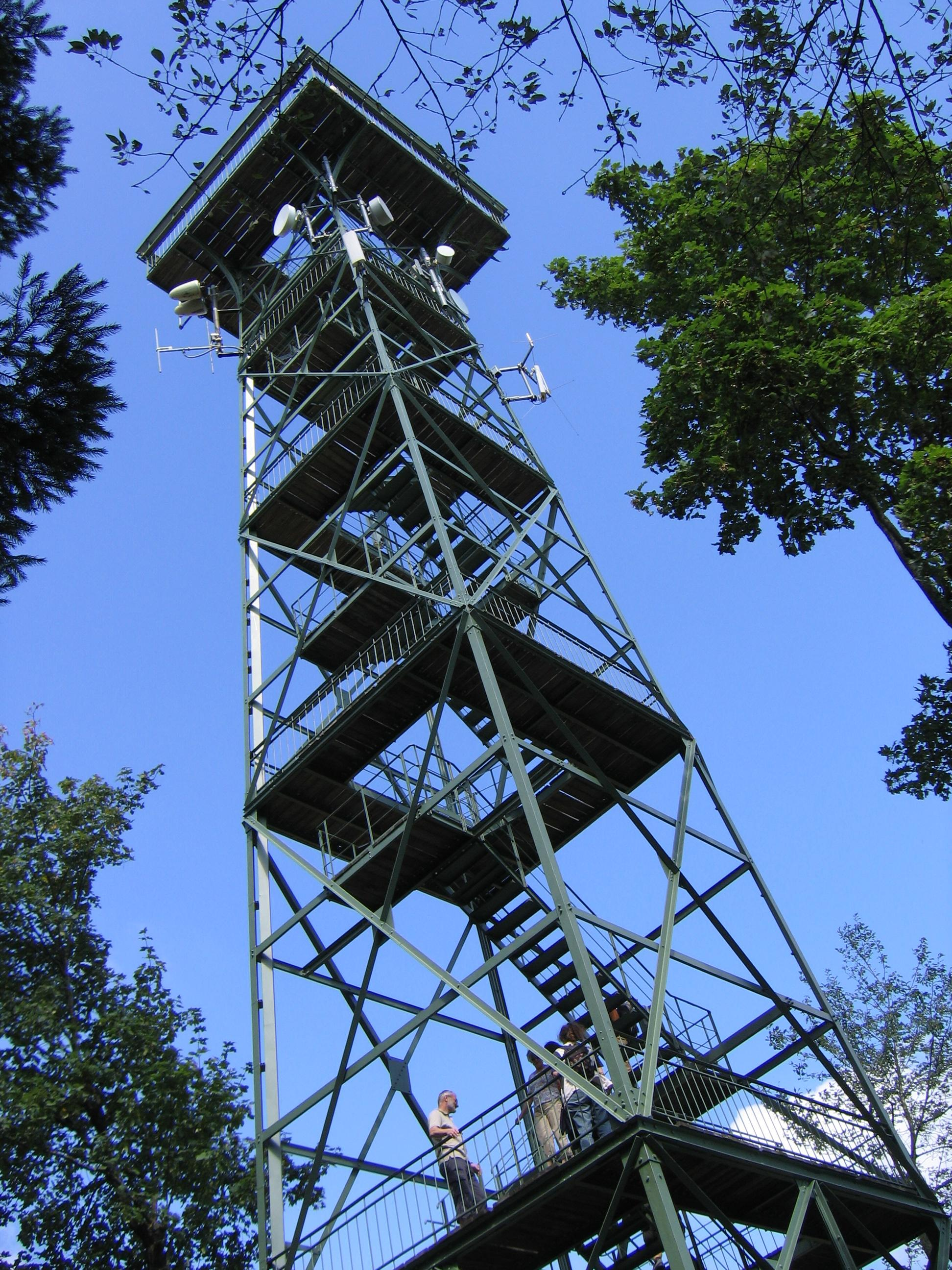
Tour de Gehrenberg

La tour de Gehrenberg (Gehrenbergturm) est une tour panoramique d'une hauteur de 30 mètres sur la montagne de Gehrenberg, située à  47°44'10 de latitude nord et 9°24'14" de longitude est. Elle a une certaine similitude avec la tour Eiffel, parce que l'attache entre les pieds de cette tour est comme exporté avec ceux-ci comme coude rond. De la plate-forme de perspective de tour de Gehrenberg on peut voir le lac de Constance et les Alpes. La tour de Gehrenberg est propriété de la cité de Markdorf, mais située sur la zone de la municipalité de Deggenhausertal. Elle porte aussi des antennes pour différents services de radiocommunication et reçoit aussi un relais de radio d'amateur.